# 平恒駅
平恒駅（ひらつねえき）は、福岡県嘉穂郡穂波町（現・飯塚市）南尾にかつて置かれていた、九州旅客鉄道（JR九州）上山田線の駅である。上山田線の廃止に伴い、1988年（昭和63年）9月1日に廃駅となった。

## 歴史
- 1917年（大正6年）3月12日：筑豊本線の新平恒駅（貨物駅）として開業[1]。同線上に平恒駅（初代）が存在したため、この駅名とされた。
- 1929年（昭和4年）12月7日：筑豊本線から飯塚駅 - 上山田駅間が分離し、上山田線となる。それに伴って、当駅も同線の駅となる。
- 1939年（昭和14年）5月29日：平恒駅 (初代) の廃止に伴い、当駅を平恒駅に改称。
- 1948年（昭和23年）5月8日：駅種を一般駅に変更[2]。
- 1968年（昭和43年）
  - 2月1日：駅種を旅客駅に変更（貨物扱い廃止）[1]。
  - 4月：直営駅から業務委託駅となる。
- 1974年（昭和49年）3月5日：荷物扱い廃止[3]。無人駅化[4]。
- 1987年（昭和62年）4月1日：国鉄分割民営化により、国鉄からJR九州へ承継[1]。
- 1988年（昭和63年）9月1日：上山田線の全線廃止に伴い、廃駅となる[1]。

## 駅構造
単式ホーム1面1線を有する地上駅であった。当駅は無人駅であったが、木造駅舎を併設していた。なお、駅無人化後は、ライオンズクラブの集会所となった。

## 駅周辺
駅近くに住友石炭鉱業忠隈炭鉱があった。駅の北東には、「筑豊富士」と呼ばれる同炭鉱のボタ山が現存する。
- 穂波町立穂波東中学校
- 穂波町立平恒小学校
- 平恒郵便局
- 旧麻生炭鉱飯塚鉱業所
- 旧麻生炭鉱中野倶楽部

## 現況
ホーム跡と待合所が残っており、待合所のそばに当時の駅名標に似せた駅名標が設置されている。

## 隣の駅
九州旅客鉄道（JR九州）
上山田線
飯塚駅 - 平恒駅 - 臼井駅